# Шадыро, Олег Иосифович
Оле́г Ио́сифович Шады́ро (бел. Алег Іосіфавіч Шадыра; 31 марта 1948, Долгиново, Молодечненская область — 23 апреля 2022) — химик, заведующий кафедрой радиационной химии и химико-фармацевтических технологий, профессор, доктор химических наук.

## Биография
Родился 31 марта 1948 года в д. Долгиново Минской области. После окончания СШ № 2 г. Молодечно в 1966 году поступил на химический факультет БГУ, который закончил в 1971 году, и был рекомендован для обучения в аспирантуре. С 1971 года работал в должности младшего научного сотрудника на кафедре радиационной химии и химической технологии, а с 1974 года — старшим научным сотрудником и одновременно заочно обучался в аспирантуре. Кандидатскую диссертацию на тему «Радиационно-химические превращения альдегидов в растворах» выполнил под руководством Е. П. Петряева и Е. П. Калязина и защитил в 1975 году.
В последующем научные интересы О. И. Шадыро связаны с изучением радиационно-индуцированных свободнорадикальных превращений би- и полифункциональных органических соединений в водных растворах. При проведении этих работ, результаты которых обобщены в монографии (Е. П. Петряев, О. И. Шадыро «Радиационная химия бифункциональных органических соединений», 1986 год) впервые была показана возможность протекания согласованных реакций фрагментации органических радикалов.
Закономерности протекания такого типа реакций и их роль в радиационном повреждении биологически важных молекул стали основой докторской диссертации О. И. Шадыро на тему «Реакции фрагментации свободных радикалов гидроксилсодержащих бифункциональных органических соединений», которую он защитил в 1988 году.
Используемые при изучении свойств свободных органических радикалов различного строения подходы, а также методы оценки возможности реализации различных гомолитических процессов с участием биомакромолекул изложены О. И. Шадыро в монографии «Гомологические ряды изменчивости в химии и биологии», которая была посвящена 100-летию со дня рождения Н. И. Вавилова.
В 1991 году создал и возглавил лабораторию химии свободнорадикальных процессов, где основное внимание сконцентрировано на исследовании свободнорадикальных реакций фрагментации органических веществ, играющих важную роль при функционировании биосистем, а также на разработке методов поиска фармакологически активных регуляторов свободнорадикальных процессов.
С 1994 года возглавил кафедру радиационной химии и химико-фармацевтических технологий. С мая 1994 года по июнь 1995 года исполнял обязанности декана химического факультета БГУ. В этот период на химическом факультете были открыты новые специальности: «Химическая экология» и «Химия лекарственных соединений».
В 1997 году присвоено ученое звание профессора.

## Научная деятельность
Область научных интересов — изучение кинетики и механизма радиационно-индуцированных свободнорадикальных превращений природных соединений и созданием на этой основе новых лекарственных препаратов. Работая в этом направлении, Шадыро стал специалистом в радиационной и свободнорадикальной биоорганической химии.
Под его руководством были открыты новые реакции фрагментации органических соединений, реализация которых в биообъектах приводит к деструкции физиологически важных веществ и способствует возникновению и развитию многих заболеваний.
Разработал новые подходы к созданию лекарственных средств на основе синтетических и природных регуляторов свободнорадикальных процессов в биосистемах.
Под его руководством были созданы оригинальные антивирусные препараты «Бутаминофен» (Золотая медаль на V Московском международном салоне инноваций и инвестиций, 2005 год) и «Актовир», серийное производство которых организовано на РУП «Белмедпрепараты».
Открыт новый класс антивирусных веществ, включающий соединения, обладающие способностью эффективно ингибировать размножение ВИЧ и вирусов гриппа.
На основе природного сырья созданы эффективные стабилизаторы льняного масла (Золотая медаль на Международной выставке-конгрессе «Высокие технологии. Инновации. Инвестиции», г. Санкт-Петербург, 2008 год, Диплом VII Московского международного салона инноваций и инвестиций, 2007 год). Разработана технология и налажено серийное производство (ООО "Клуб «Фарм-Эко») стабилизированного пищевого льняного масла и БАД на его основе, обладающих эффективными лечебно-профилактическими свойствами.
В 1992—1993 годах работал в качестве приглашенного профессора в Базельском Университете (Швейцария), где совместно с профессором Б. Гийзе и его сотрудниками были проведены исследования свойств радикалов различных глицеридов. В этих работах получены надежные доказательства возможности повреждения липидов клеточных мембран за счет согласованного распада их радикалов.
В 1995 году работал в Иллинойском университете (США), проводя исследования по теме «Влияние магнитных полей на свободнорадикальные реакции в биосистемах». С 1996 по 2008 год выступал как приглашенный лектор на международных симпозиумах и семинарах в Германии, США, Италии, Польше, Японии и других странах.
С 2001 года под руководством Шадыро выполнялись 3 проекта Международного научно-технического Центра (МНТЦ), основной целью которых было создание новых антивирусных препаратов. Налажено взаимодействие с крупными научными центрами Европы, США, Канады и Японии.
Был членом экспертного Совета ВАК и Национальной комиссии по радиационной защите Республики Беларусь. Является членом научно-технических Советов Фонда фундаментальных исследований и ряда научно-технических программ.

## Учебная работа
Кафедра, руководимая Шадыро, стала готовть специалистов для предприятий фармацевтической промышленности и атомной энергетики, обеспечивает преподавание дисциплин химического и медико-биологического профиля по специальностям «Фармацевтическая деятельность», «Химическая экология», «Радиационная химия».
Стал читать лекционные курсы «Свободные радикалы в химии, биологии и медицине», «Химические основы радиационной биологии», «Радиационная химия воды и водных растворов».
Под его руководством защищено 15 кандидатских и 2 докторские диссертации.

## Награды и научные звания
В 2010 году Шадыро было присвоено почетное звание «Заслуженный деятель БГУ», он награжден премией имени А. Н. Севченко в области естественных и технических наук за цикл работ "Разработка инновационных антивирусных средств и организация производства противовирусного препарата «Бутаминофен».
В 2011 году награжден Почетной грамотой Совета Министров Республики Беларусь за большие достижения в области научных исследований и личный вклад в практическую реализацию их результатов в народном хозяйстве Республики Беларусь, а также почетной грамотой НАН РБ за многолетнюю плодотворную деятельность в области радиационной химии, разработку новых лекарственных средств, подготовку научных кадров высшей квалификации.
В 2013 году Шадыро награжден дипломом II степени Степановских чтений за работу «Оптико-физические технологии диагностики биологической активности кислородсодержащих ароматических соединений» и почетной грамотой Министерства образования Республики Беларусь за многолетнюю научно-педагогическую деятельность, достигнутые успехи в подготовке высококвалифицированных специалистов.
В 2014 году награжден благодарностью Президента Республики Беларусь за многолетнюю плодотворную научно-педагогическую деятельность и личный вклад в подготовку высококвалифицированных специалистов.

## Научные труды
Шадыро О. И. — автор более 250 научных работ, в том числе 4 монографий, а также 20 авторских свидетельств на изобретения и патентов.

### Монографии
- Е. П. Петряев, О. И. Шадыро. Радиационная химия бифункциональных органических соединений. Минск: Университетское, 1986. — 167 с.
- О. И. Шадыро. Гомологические ряды изменчивости в биологии и химии. Минск: Университетское, 1987. — 75 c.
- Shadyro O.I. Radiation-induced free radical fragmentation of cell membrane components and the respective model compounds. In: Free Radicals in Biology and Environment. (ed. F.Minisci), Kluwer Academic Publishers, Netherlands, 1997.

### Научные статьи
- Синтез и исследование антирадикальных и противовирусных свойств производных аминокислот // Химические проблемы создания новых материалов и технологий : сб. ст./под ред. О. А. Ивашкевича. — Минск, 2008. — Вып.3.
- Металлокомплексы производных пространственно экранированных дифенолов и аминофенолов: новое направление разработки средств для комбинированной химиотерапии инфекций // Химические проблемы создания новых материалов и технологий : сб. ст./под ред. О. А. Ивашкевича. — Минск, 2008. — Вып.3.
- Влияние аскорбиновой кислоты и ее производных на радиационно-индуцированные превращения оксигенированного этанола и его водных растворов // Свиридовские чтения: сб.ст. Вып.5/отв. ред. Т. Н. Воробьева
- Новые механизмы радиационно-индуцированных преаращений сфинголипидов // Свиридовские чтения: сб.ст. Вып.6/отв. ред. Т. Н. Воробьева
- Свободнорадикальная фрагментация сфинголипидов при действии хлорноватистой кислоты // Свиридовские чтения: сб. ст. Вып. 8. Минск, 2012. Sviridov readings. Iss. 8. Minsk, 2012
- Антирадикальные и антиоксидантные свойства ароматических спиртов, альдегидов и кислот//Свиридовские чтения: сб. ст. Вып. 8. Минск, 2012. Sviridov readings. Iss. 8. Minsk, 2012
- Радиационно- и фотоиндуцированная свободнорадикальная деструкция гидроксилсодержащих дипептидов // Свиридовские чтения: сб. ст. Вып. 8. Минск, 2012. Sviridov readings. Iss. 8. Minsk, 2012
- Новые реакции деструкции сфинголипидов и аминокислот при окислительном стрессе // Свиридовские чтения : сб. ст. Вып. 10. — Минск, 2014. — с.235-246
- Антирадикальные и антиоксидантные свойства природных фенолов и азотсодержащих гетероциклических соединений // Свиридовские чтения : сб. ст. Вып. 10. — Минск, 2014. — с.262-276

### Научные статьи, опубликованные в зарубежных периодических изданиях
- Shadyro O.I., Edimecheva I.P., Kisel M.A., Vlasov A.P., Yurkova I.L. The damage to phospholipids caused by free radical attack on glycerol and sphingosine backbone// Int. J. Radiat. Biol., 1997, vol. 71, p. 718—722.
- Shadyro O.I., Kisel M.A., Yurkova I.L. Radical-induced peroxidation and fragmentation of lipids in model membranes// Current Topics inBiophysics, 2000, vol. 24, p. 41-46.
- Shadyro O.I., Glushonok G.K., Glushonok T.G., Edimecheva I.P., Moroz A.G., Sosnovskaya A.A., Yurkova I.L., Рolozov G.I. Quinones as free-radical fragmentation inhibitors in biologically important molecules// Free Radical Research, 2002, vol. 36, p. 859—867.
- Shadyro O.I., Sosnovskaya A.A., Vrublevskaya O.N. C-N bond cleavage reactions on radiolysis of amino containing organic compounds and their derivatives in aqueous solutions// Int. J. Radiat. Biol, 2003, vol. 79, p. 269—279.
- Shadyro O.I., Edimecheva I.P., Glushonok G.K., Ostrovskaya N.I., Polozov G.I., Murase H., Kagiya T. Effects of phenolic compounds on reactions involving various organic radicals// Free Radical Research, 2003, vol. 37, p. 1087—1097.
- Shadyro O.I., Lodyato V.I., Yurkova I.L., Sorokin V.L., Dolgopalets V.I., Kisel M.A. Novel (3,5-Di-tert-2-hydroxy-phenylcarbamoyl)-alkanoic Acids as Potent Antioxidants// Bioorganic & Medicinal Chemistry Letters, 2004, vol. 14, p. 4253-4256.
- Shadyro O.I., Yurkova I.L., Kisel M.A., Brede O., Arnhold J. Formation of phosphatidic acid, ceramide and diglyceride on radiolysis of lipids: identification by MALDI-TOF mass spectrometry// Free Radical Biology & Medicine, 2004, vol. 36, p. 1612—1624.
- Shadyro O.I., Yurkova I.L., Kisel M.A., Arnhold J. Free-radical fragmentation of galactocerebrosides: a MALDI-TOF mass-spectrometry study// Chemistry and Physics of Lipids, 2004, vol. 134, p. 41-49.
- Shadyro O.I., Yurkova I.L., Kisel M.A., Brede O., Arnhold J. Radiation-induced free radical transformation of phospholipids: MALDI-TOF MS study// Chemistry and Physics of Lipids, 2004, vol. 132, p. 235—246.
- Shadyro O.I., Sosnovskaya A.A., Edimecheva I.P., Grintsevich I.B., Lagutin P.Yu., Alekseev A.V., Kazem K. Effects of various vitamins and coenzymes Q on reactions involving a-hydroxyl-containing radicals// Free Radical Research, 2005, vol. 39, p. 713—718.
- Shadyro O., Yurkova I., Kisel M., Arnhold J. Free-radical Fragmentation of Galactocerebrosides: a MALDI-TOF Mass Spectrometry Study//Chemistry and Physics of Lipids, 2005, vol. 134, p. 41-49.
- Shadyro O.I., Yurkova I.L., Kisel M.A., Arnhold J. Iron-mediated free-radical formation of signaling lipids in a model system// Chemistry and Physics of Lipids, 2005, vol. 137, p. 29-37.
- Shadyro O.I., Edimecheva I.P., Kisel R.M., Kazem K., Murase H., Kagiya T. Homolytic cleavage of the O-glycoside bond in carbohydrates: a steady-state radiolysis study// J. of Radiation Research, 2005, vol. 46, p. 1765—1770.
- Shadyro O.I., Sosnovskaya A.A., Edimecheva I.P., Ostrovskaya N.I., Kazem K.M., Hryntsevich I.B., Alekseev A.V. Effects of quinones on free-radical processes of oxidation and fragmentation of hydroxyl-containing organic compounds// Bioorganic & Medicinal Chemistry Letters, 2007, vol. 17, p. 6383-6386.
- Shadyro O.I., Ksendzova G.A., Polozov G.I., Sorokin V.L., Boreko E.I., Savinova O.V., Dubovik B.V., Bizunok N.A. Synthesis and study of anti-radical and antiviral properties of aminophenol derivatives// Bioorganic & Medicinal Chemistry Letters, 2008,vol. 18,2420-2423.